# Schmiedgasse 15 (Ingelfingen)

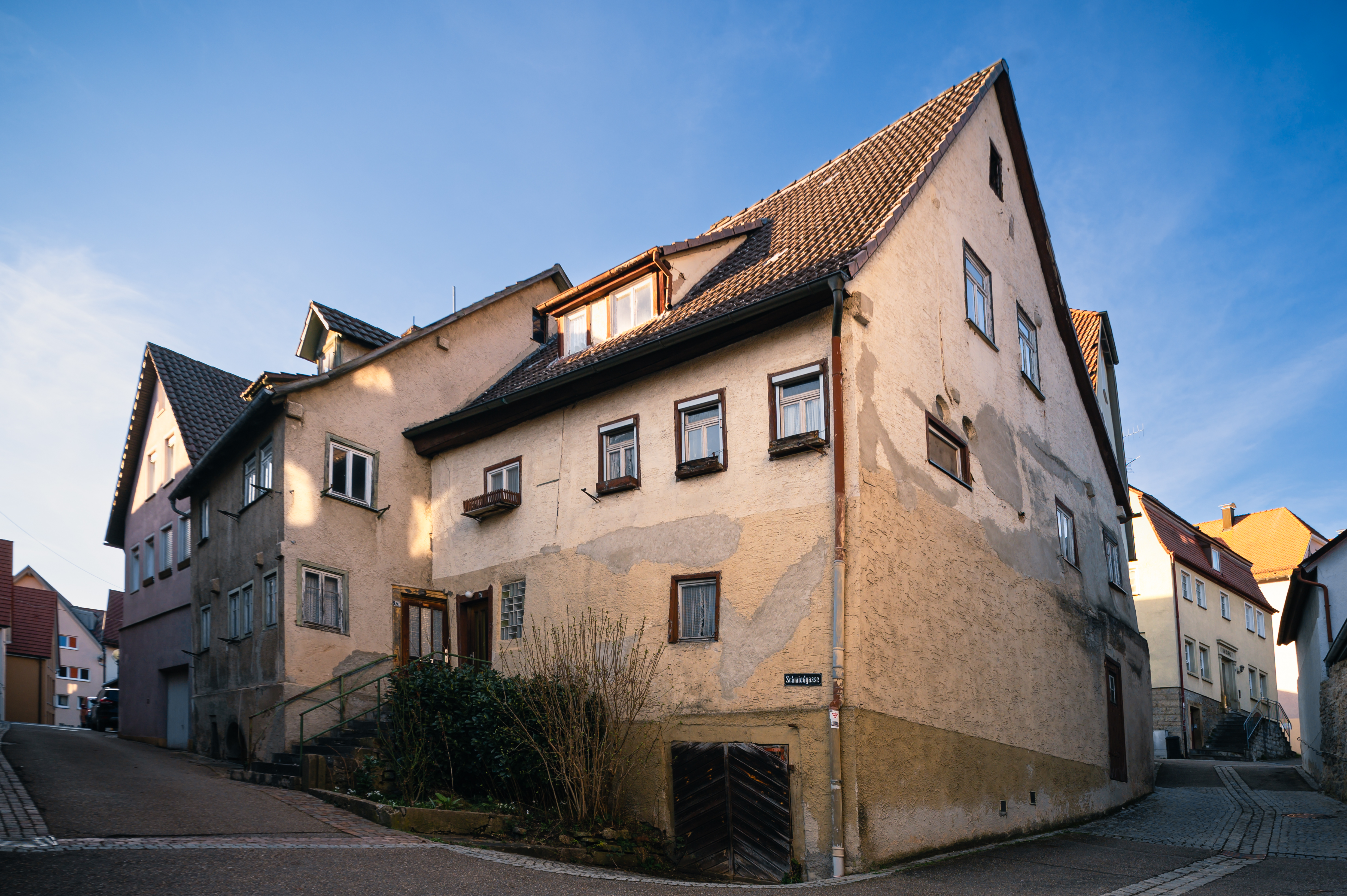
Das Haus Schmiedgasse 15 im Jahr 2024

Das Haus Schmiedgasse 15 in Ingelfingen im Hohenlohekreis ist ein Wohnhaus mit Bohlenstube, das um 1295 errichtet wurde. Es handelt sich damit um eines der ältesten Fachwerkhäuser in Deutschland.

## Lage
Das Eckgebäude befindet sich in der Ingelfinger Altstadt. Es steht traufständig zur Schmiedgasse und giebelständig zur Hinteren Gasse, die entlang der ehemaligen Stadtmauer, an einem nach Norden ansteigenden Hang, verläuft.
Auf der westlichen Seite schließt es unmittelbar an ein weiteres, neueres Gebäude (Schmiedgasse 13) an.
Man betritt das Erdgeschoss (Hochparterre) von der Schmiedgasse im Süden über eine Außentreppe.

## Beschreibung
Das zweigeschossige Fachwerkhaus mit Kehlbalkendach wurde im späten 13. Jahrhundert in Ständerbauweise errichtet, wobei das erste Obergeschoss nach Osten, zur Hinteren Gasse hin, etwa einen Meter überstand. Dendrochronologisch wurde das zum Bau verwendete Tannenholz auf den Winter 1293/94 und das Eichenholz auf 1294/95 datiert.
Das Satteldach war ursprünglich wohl strohgedeckt.
Die Grundfläche des Erdgeschosses maß vermutlich etwa 7,9 × 7,15 m, wobei der westliche Abschluss unklar ist; das Haus könnte Teil eines größeren Gebäudes gewesen sein, das auch das Gelände des heutigen Hauses Schmiedgasse 13 einschloss.
Unterhalb des Erdgeschosses im Hang liegt ein gemauerter Gewölbekeller, der möglicherweise älteren Ursprungs ist.
Die mittelalterliche Bohlenstube mit gewölbter Decke („Tonnendecke“) aus verzierten Balken befindet sich im ersten Obergeschoss und ist etwa 20 m² groß. Bis auf die Fensteröffnungen an der Südseite und kleinere bauliche Veränderungen ist sie weitgehend erhalten.
Das Erdgeschoss und der Keller wurden im 16.–17. Jahrhundert bis zur Höhe des hervorstehenden ersten Obergeschosses nach Osten und in einer weiteren Bauphase um 1718 (dendrochronologisch datiert) das gesamte Haus etwa 2 m zur Nordseite hin erweitert. Durch letzteren Umbau ist das Giebeldreieck heute ungleichseitig.
Anfang des 20. Jahrhunderts schließlich wurde das Gebäude zu einem Wohnstallhaus mit Viehstall und Werkstätte im Erdgeschoss ausgebaut. Zu dieser Zeit wurden wohl auch die südseitigen Fenster in der Stube eingefügt.
Wegen des Putzes, der aus dem 18. oder frühen 19. Jahrhundert stammt, ist das darunterliegende Fachwerk nicht mehr sichtbar – das Haus wirkt äußerlich unscheinbar.
Das Gebäude, heute in Besitz der Stadt Ingelfingen, war noch bis Anfang des 21. Jahrhunderts bewohnt.